# Phare de la Hague
Der Phare de la Hague (auch Phare de Goury) ist ein rund 1000 Meter südwestlich des Cap de la Hague auf einem Felsen gelegener Leuchtturm im französischen Département Manche.

## Geschichte
1825 startete ein landesweites „Allgemeines Programm zur Beleuchtung der Küsten Frankreichs“ (Programme général d'éclairage des côtes de France). Im Rahmen dieses Vorhabens wurde der Leuchtturm unter der Leitung des Ingenieurs und Architekten Charles-Felix Morice de la Rue (1800–1880) auf einem der Kanalküste vorgelagerten Felsen namens Gros du Raz errichtet und ging am 1. November 1838 in Betrieb. Der aus Granitsteinen von Port Diélette, gemauerte Turm hat eine Höhe von 52 m und steht auf einer runden Basis. Die Laterne, welche das Leuchtfeuer beherbergt, hat einen Durchmesser von 4 Metern. Das erste Leuchtfeuer erzeugte mittels Pflanzenöl ein weißes Dauerlicht und verfügte über Linsen mit einer Brennweite von 92 Zentimetern.
Am 31. August 1890 wurde auf ein Leuchtfeuer umgestellt, das alle 10 Sekunden einen Lichtblitz abgab. Die Lampe dieses Leuchtfeuers wurde mit Mineralöl (Naphtha) betrieben und hatte sechs Dochte. Die Brennweite der Linsen betrug weiterhin 92 Zentimeter, der Drehmechanismus wurde mittels Rollen realisiert.
Bereits 1905 wurde der Turm abermals modernisiert. Das Leuchtfeuer wurde durch eines mit höherer Leistung ersetzt und eine Metalltreppe wurde installiert. Das neue Leuchtfeuer verbrauchte verdampftes Petroleum und sendete erstmals alle 5 Sekunden einen Lichtblitz aus – diese Kennung wurde seitdem beibehalten. Im Jahre 1910 wurde zusätzlich ein akustisches Signal installiert.
Nach einer weiteren Modernisierung in den 1950er Jahren wurde der Phare de la Hague 1971 elektrifiziert und 1989 automatisiert. Die letzte Besatzung von Leuchtturmwärtern verließ den Turm im Mai 1990; seitdem wird dieser ohne Personal vor Ort betrieben. Im Jahr 2009 wurde der Turm zum Monument historique erklärt.
Das aktuell installierte Leuchtfeuer erzeugt mittels einer 250 Watt leistenden Glühlampe einen Lichtblitz mit einer Reichweite von 19 nautischen Meilen. Die Linsen der drehbaren Optik haben eine Brennweite von 30 Zentimeter.
Der Leuchtturm-Komplex steht unter Denkmalschutz und wurde als Monument historique in der Base Mérimée des französischen Kulturministeriums unter der Nr. IA50000604 seit dem 11. Mai 2009 geführt.

## Philatelie
- In philatelistischer Würdigung des Leuchtturms gab die  französische Post mit Ausgabejahr 2019 eine Briefmarke im Wert von Lettre prioritaire[5][6] heraus.